# Eretmocerus indicus
Eretmocerus indicus är en stekelart som beskrevs av Hayat 1972. Eretmocerus indicus ingår i släktet Eretmocerus och familjen växtlussteklar. Inga underarter finns listade i Catalogue of Life.